# Villa Albion

Villa Albion (före detta Villa Collins) är en atriumvilla från 1956 på Drottningholmsmalmen, Ekerö kommun,  ritad av arkitekterna Bengt Lindroos och Hans Borgström. Byggnaden är uppförd i lättbetongblock och har en vit fasad med gröna plåtdetaljer.